# Rileu
Rileu ist eine osttimoresische Aldeia im Suco Fadabloco (Verwaltungsamt Remexio, Gemeinde Aileu). 2015 lebten in der Aldeia 398 Menschen.

## Geographie
Die Aldeia Rileu bildet den Norden des Sucos Fadabloco. Südlich befinden sich die Aldeias Lilitei und Lequiça. Im Westen grenzt Rileu an den Suco Fahisoi, im Norden an den Suco Acumau und im Osten an den Suco Faturasa. Der Fluss Bauduen bildet die Nord- und Ostgrenze. In ihn mündet der Ai Mera, der die Südgrenze markiert. Die Flüsse gehören zum System des Nördlichen Laclós.
Aus Fahisoi und Acumau kommen zwei Straßen, die sich im Westen beim Dorf Sifai vereinen und dann nach Osten durch das Zentrum führen. Die Straße passiert Betulalan (auf älteren Karten Litiu oder Liriu), den größten Ort der Aldeia und endet in einer weiteren Siedlung im Osten von Rileu.

## Politik
Bei den Kommunalwahlen in Osttimor 2009 wurde Marcos Mendonca zum Chefe de Aldeia gewählt. Die nächsten Wahlen fanden 2016 und 2023 statt.